# Gabriele Heinisch-Hosek

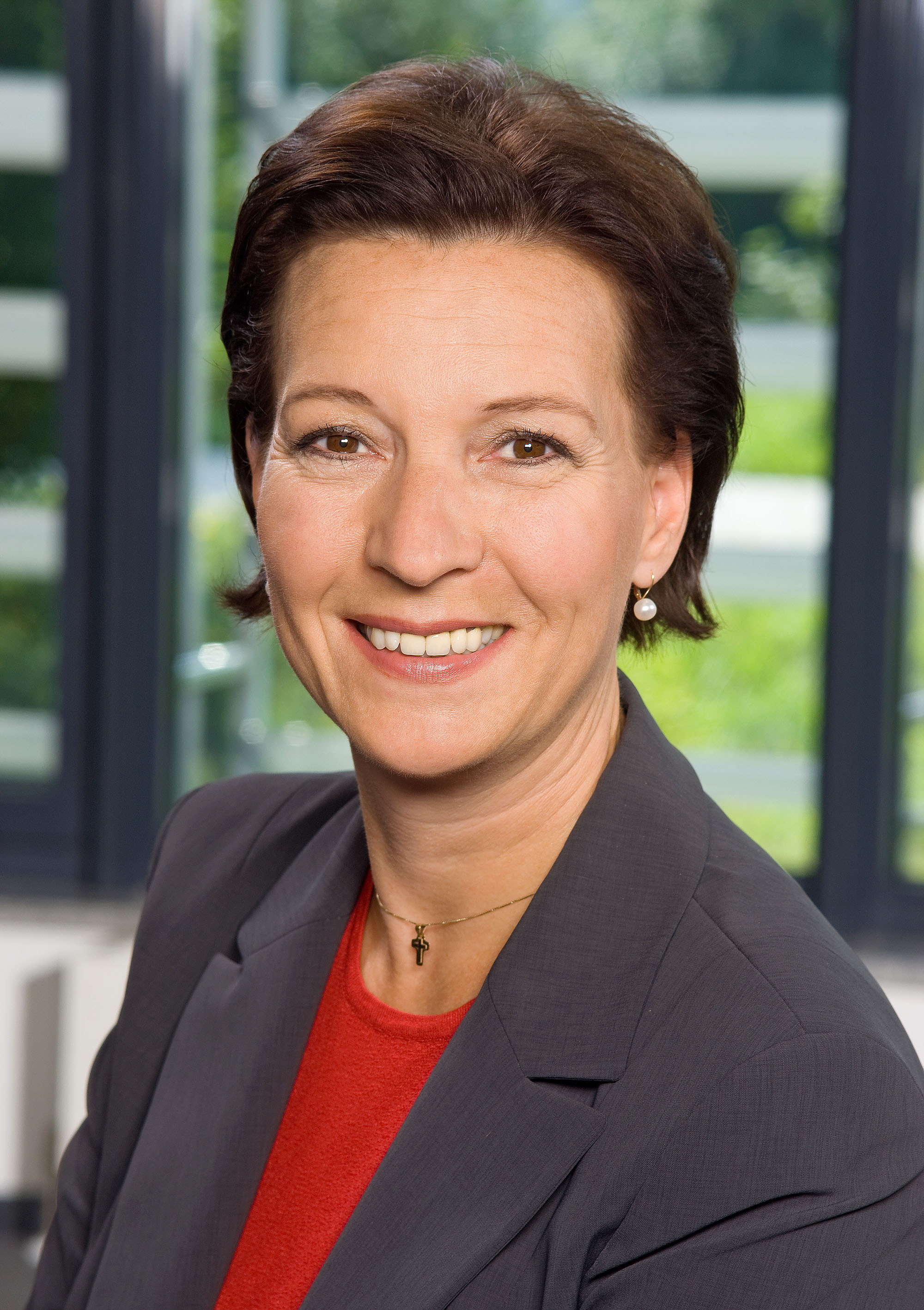
Gabriele Heinisch-Hosek (2008)

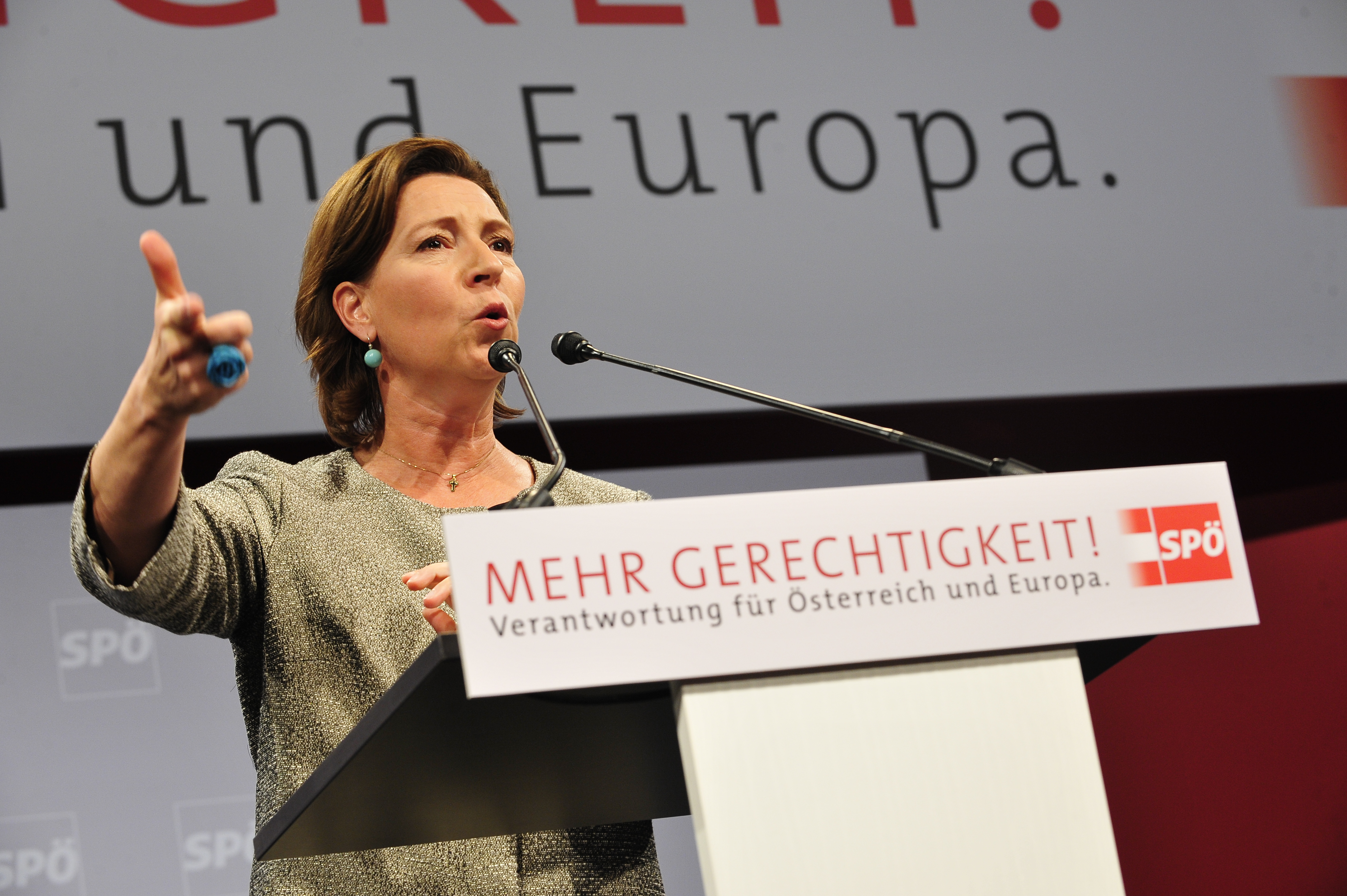
Gabriele Heinisch-Hosek (2012)

Gabriele „Gaby“ Heinisch-Hosek (* 16. Dezember 1961 in Guntramsdorf als Gabriele Hosek) ist eine österreichische Lehrerin und Politikerin (SPÖ).
Sie war von 1999 bis 2008 und von 2016 bis Oktober 2024 Abgeordnete zum Nationalrat und wurde Landesrätin für Gesundheit, Soziales und Jugendwohlfahrt in Niederösterreich. Am 2. Dezember 2008 wurde sie als Bundesministerin ohne Portefeuille angelobt, von 18. Dezember 2008 bis Dezember 2013 war sie Ministerin für Frauen und Öffentlichen Dienst im Bundeskanzleramt.
Am 16. Dezember 2013 wurde sie als Bundesministerin für Unterricht, Kunst und Kultur der Bundesregierung Faymann II angelobt; das Ressort heißt seit 1. März 2014 Bundesministerium für Bildung und Frauen. Sie hatte diese Funktion bis 18. Mai 2016 inne (siehe Bundesregierung Kern), als sie vom am 17. Mai angelobten neuen Bundeskanzler, Christian Kern, nicht in sein Regierungsteam aufgenommen wurde. Vom 21. Juni 2009 bis zum 25. Juni 2021 war sie Bundesvorsitzende der SPÖ Frauen.

## Ausbildung und Beruf
Gabriele Heinisch-Hosek besuchte von 1968 bis 1976 die Volks- und Hauptschule in Guntramsdorf und wechselte danach ans Oberstufenrealgymnasium, an dem sie 1980 die Matura ablegte. Im Anschluss absolvierte Heinisch-Hosek die Pädagogische Akademie in Baden bei Wien und legte 1983 die Lehramtsprüfung für Hauptschulen (Deutsch und Bildnerische Erziehung) ab. 1992 absolvierte sie zusätzlich die Lehramtsprüfung für Sonderschulen für Schwerhörige und Gehörlose.
Nach ihrer Ausbildung war Heinisch-Hosek von 1983 bis 1984 Mitarbeiterin in der Wiener Spielzeugschachtel und Mitarbeiterin der Volkshochschule in Mödling. Von 1985 bis 2002 war sie Lehrerin an der Schwerhörigenschule Wien.

## Politik

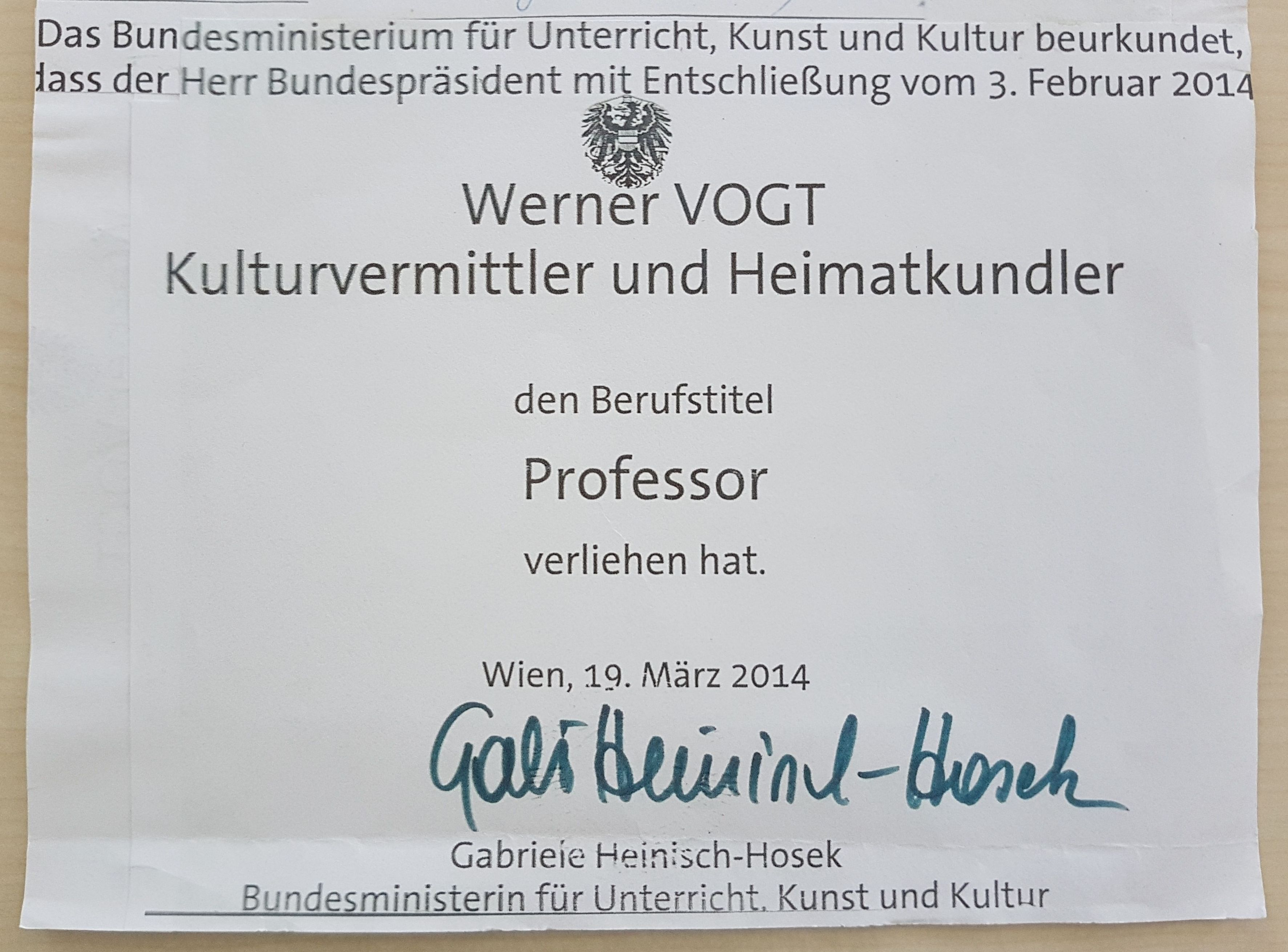
Urkunde über die Verleihung des Berufstitels „Professor“ an Werner Vogt mit Unterschrift von Gabriele Heinisch-Hosek, 2014

Heinisch-Hosek war zwischen 1990 und 1995 Mitglied des Gemeinderates der Marktgemeinde Guntramsdorf und 1995 bis 2008 geschäftsführendes Mitglied des Gemeinderates. Am 29. Oktober 1999 wurde sie in den Nationalrat gewählt. 2002 wurde sie zur Bezirksfrauenvorsitzenden der SPÖ Mödling gewählt und war zwischen 2007 und 2008 stellvertretende Klubvorsitzende der sozialdemokratischen Nationalratsfraktion. Zudem war Heinisch-Hosek Frauen- und Gleichbehandlungssprecherin der SPÖ. Am 8. April 2008 schied sie aus dem Nationalrat aus und wechselte als Sozial- und Gesundheitslandesrätin in die Niederösterreichische Landesregierung.
Am 24. November 2008 wurde sie nach den Koalitionsverhandlungen von SPÖ-Vorsitzendem Werner Faymann als Bundesministerin für Frauen und öffentlichen Dienst im Bundeskanzleramt vorgeschlagen und am 2. Dezember 2008 angelobt. Von 16. Dezember 2013 bis 28. Februar 2014 als Bundesministerin für Unterricht, Kunst und Kultur beschäftigt, hatte sie von 1. März 2014 bis 18. Mai 2016 die Position der Bundesministerin für Bildung und Frauen inne.
In ihrer Funktion als Frauenministerin organisierte Heinisch-Hosek anlässlich des 105. Internationalen Frauentages am 8. März 2016 ein Open House in ihrem Ministerium zur aktuellen Flüchtlingskrise.
Am 25. Juni 2021 wurde Eva Maria Holzleitner zu ihrer Nachfolgerin als Bundesvorsitzende der SPÖ Frauen gewählt.
Ende November 2022 erhielt Heinisch-Hosek über Österreich hinaus Aufmerksamkeit, als sie den ehemaligen österreichischen Bundeskanzler Franz Vranitzky (SPÖ) fälschlicherweise für tot erklärte, da sie einer Falschmeldung auf Twitter Glauben schenkte. Der Sozialausschuss des österreichischen Nationalrates hielt daraufhin auf ihre Initiative hin eine Schweigeminute für Vranitzky ab. Sie saß einer Falschmeldung des Italieners Tommaso Debenedetti auf, der mit seinen Tweets schon zahlreiche Personen für tot erklärte. Das mit Vranitzky verbundene Bruno Kreisky Forum stellte in seinem Namen klar, dass Vranitzky weiterhin am Leben sei.

## Ehrungen und Auszeichnungen
- 2012: Großes Goldenes Ehrenzeichen am Bande für Verdienste um die Republik Österreich durch Bundespräsident Heinz Fischer[8][9]
- 2014: Big Brother Awards für Behörden und Verwaltung (Negativpreis)[10]
- 2022: Silbernes Komturkreuz mit dem Stern des Ehrenzeichens für Verdienste um das Bundesland Niederösterreich[11][12]

## Privates
Heinisch-Hosek ist mit Walter Heinisch verheiratet, der Gemeindeamtsleiter in ihrem Geburts- und Wohnort Guntramsdorf war.